# SummerSlam (2008)
SummerSlam (2008) — двадцать первое по счёту шоу SummerSlam, PPV-шоу производства американского рестлинг-промоушна World Wrestling Entertainment (WWE). Шоу прошло 17 августа 2008 года в «Консеко Филдхаус» в Индианаполисе, Индиана, США. На нём проводились матчи, в которых принимали участие рестлеры брендов Raw, SmackDown! и ECW. SummerSlam в 2008-м году стал первым PPV WWE после того, как все программы WWE были переведены на телевизионный рейтинг PG.

## Результаты
| №                                                          | Результаты                                                                                 | Условия                                                                                | Время |
| ---------------------------------------------------------- | ------------------------------------------------------------------------------------------ | -------------------------------------------------------------------------------------- | ----- |
| 1D                                                         | Даррен Янг победил Бэма Нили (с Чаво Герреро)                                              | Одиночный матч                                                                         | —     |
| 2                                                          | Монтел Вонтевиус Портер победил Джеффа Харди                                               | Одиночный матч                                                                         | 10:10 |
| 3                                                          | «Глэмарелла» (Сантино Марелла и Бет Феникс) победили Кофи Кингстона (c) и Микки Джеймс (c) | Командный матч за титул интерконтинентального чемпиона WWE и чемпиона WWE среди женщин | 05:25 |
| 4                                                          | Мэтт Харди победил Марка Генри (c) (с Тонни Атласом) по дисквалификации                    | Одиночный матч за титул чемпиона ECW                                                   | 00:33 |
| 5                                                          | Си Эм Панк (c) победил Джона «Брэдшоу» Лэйфилда                                            | Одиночный матч за титул чемпиона мира в тяжелом весе                                   | 10:29 |
| 6                                                          | Трипл Эйч (c) победил Великого Кали                                                        | Одиночный матч за титул чемпиона WWE                                                   | 10:00 |
| 7                                                          | Батиста победил Джона Сину                                                                 | Одиночный матч                                                                         | 13:50 |
| 8                                                          | Гробовщик победил Эджа                                                                     | Матч «Ад в клетке»                                                                     | 26:44 |
| - (ч) – чемпион на начало матча - D – означает тёмный матч |                                                                                            |                                                                                        |       |